# Abida
Abida es un género de pequeños caracoles terrestres que respiran aire, de la familia Chondrinidae. El género fue descrito científicamente primero por Turton en 1831. Es un género europeo, que consta de unas diez especies, que se limitan a las zonas con rocas calcáreas, es decir, las zonas de piedra caliza. La mayoría de las especies están restringidas a las montañas de Cantabria y los Pirineos en España y Francia, respectivamente. Solo Abida secale y Abida polyodon viven fuera de esta área.
Las especies en este género incluyen:
- Abida ateni Gittenberger, 1973
- Abida attenuata (Fagot, 1886)
- Abida bigerrensis (Moquin-Tandon, 1856)
- Abida cylindrica (Michaud, 1829)
- Abida gittenbergeri Bössneck, 2000
- Abida occidentalis (Fagot, 1888)
- Abida partioti (Saint-Simon, 1848)
- Abida polyodon (Draparnaud, 1801)
- Abida pyrenaearia (Michaud, 1831)
- Abida secale (Draparnaud, 1801)
- Abida vasconica (Kobelt, 1882)
- Abida vergniesiana (Küster, 1847)